# O Jesus, hur ljuvt är ditt namn
O Jesus, hur ljuvt är ditt namn - sång med både text och melodi av Nils Frykman 1879. Som titelraden anger handlar sången om namnet Jesus och vad det står för ("hamn, fäste, ro, vila, hjälp, benådning, tröst, fröjd, seger").
Texten består av sex fyraradiga strofer. Endast första strofen riktar sig direkt till Jesus, övriga delar är en trosbekännelse och inbjudan ("Kom hit, du betungade bröst").

## Publicerad i
- Svenska Missionsförbundets sångbok 1920 som nr 102 under rubriken Jesu namn.
- Guds lov 1935 som nr 57 under rubriken "Nyårssånger".
- Sionstoner 1935 som nr 119 under rubriken "Frälsningens grund".
- Förbundstoner 1957 som nr 59 under rubriken "Jesu namn".
- Lova Herren 1988 som nr 32 under rubriken "Jesu Kristi namn"
- Lova Herren 2020 som nr 40 under rubriken "Guds Son och återlösningen"